# Луи-Етиен Салмон
Луи-Етиен Салмон (на френски: Louis-Étienne Salmon) е френски журналист и плодовит писател, автор на произведения в жанра приключенски роман. Пише под псевдонима Луи Ноар (на френски: Louis Noir).

## Биография и творчество
Луи-Етиен Салмон е роден на 26 декември 1837 г. в Пон а Муссон, Франция, в семейството на Жак-Жозеф Салмон, часовникар, и Жозефин Елизабет Ноар. Отраства и учи във Вердюн.
Премества се със семейството си в Париж, където работи различни временни работи – чирак часовникар, помощник хлебар, работник в железниците. На 17 години постъпва в армията в състава на зуавите. Участва в Кримската война, Алжирската кампания и Италианската кампания (1859). Преживяванията му са в основата на документалната му книга „Souvenirs d'un zouave“ (1866). След 6 години през 1860 г. напуска армията, жени се, и става журналист и писател. Работи като кореспондент за вестник „La Patrie“. След убийството на брат му, републиканския журналист Виктор Ноар от принц Пиер Бонапарт при дуел през 1870 г., става редактор на вестник „Le Peuple“. Изразява смело своята позиция срещу Втората империя.
След падането на империята Луи-Етиен Салмон става полковник Националната гвардия на Париж и участва в отбраната на столицата. След това той скъсва с политиката и революцията, и изцяло се отдава на литературната журналистика и писането на романи.
Луи-Етиен Салмон е изключително плодовит писател. След първия си роман „Les Compagnons de la Hache“ от 1865 г. приема псевдонима Луи Ноар. Автор е на 229 произведения в различни жанрове, предимно приключенски романи. Те се публикуват като поредици в различни вестници – „L'Opinion Nationale“, „La Petite Presse“, „Le Moniteur“, „Le Conteur“ и „La Semaine“.
В своите романи писателят се опитва да опише най-зрелищните и екзотични места от света, които вълнуват неговите съвременници. Той съчетава географските описания със специални герои и невероятни сюжети. Неговите герои са толкова силни, че не се уморяват от несметните приключения, които възникват непрестанно. Те са характерни търсачи на авантюрата и необикновените преживявания. В романите му се преплитат крайното зло и несметното богатство с мелодраматичния стил характерен за епохата. Съчетани са колониалните различия – расизъм и презрение към местното население и едновременно очарование от техния живот и екзотична култура.
През 1871 г. Луи-Етиен Салмон се установява в Боа льо Роа (Сен е Марн), където умира на 29 януари 1901 г. и е погребан в местното гробище. Синът му Робер Ноар (Robert Noir) (1864 – 1931) е художник.

## Произведения
частична библиография

### Самостоятелни романи
- Les Compagnons de la Hache (1865)
- Campagne du Mexique Campagne du Mexique (1867)
- Le brouillard sanglant (1868)
- Le voyageur mystérieux
- Le grenadier sans quartiers
- La tueuse d'éléphants
- L'Homme de bronze (1870)
- Les Amazones au Sahara
- Le sultan amoureux
- Les diamants roses
- Une montagne d'or
- En route pour le pôle
- Un mariage polaire
- Le Roi de l'Atlas (1874)
- Une chasse à courre au Pôle Nord
- Une Française captive chez les Peaux rouges
- Andréa, la tireuse de carte – с Еужени „Жени“ Ноар
- Les rubis du Colorado
- Les champs de rubis
- La Vénus aux yeux verts
- Le ballon fantôme
- Le grand sorcier
- Le pendu rouge du Niger
- Les prisonnières des Touaregs
- Le secret du chercheur d'or
- La colonne infernale (1883?)
- Jean Chacal, souvenirs d'un zouave (1885)
- Les Compagnons de Buffalo (1890)
- Les Thuggs (1894)

### Серия „Ловците на глави“ (Le coupeur de têtes)
1. Le coupeur de têtes (1862?)
2. A la recherche d'un trésor
3. Les chasseurs du désert

### Серия „Сюркуф“ (Surcouf)
1. Сюркуф – Владетелят на океана, Surcouf – Le roi de la mer
2. Empereur et corsaire

### Серия „Драма в дъното на пропастта“ (Un drame au fond de l'abîme)
1. Un drame au fond de l'abîme
2. Le secret de la ville fantôme

### Серия „Жан убиеца“ (Jean-qui-tue)
1. Jean-qui-tue (1870?)
2. Le serpent du désert

### Серия „Милионите на трапера“ (Les millions du trappeur)
1. Les millions du trappeur (1876?)
2. Le trappeur malgré lui

### Серия „Война на гиганти“ (Une guerre de géants)
1. Une guerre de géants (1879?)
2. Le forban noir

### Серия „Тайните на саваната“ (Les mystères de la savane)
1. Les mystères de la savane (1879?)
2. A la conquête des dieux d'or

### Серия „Царят на пътищата“ (Le roi des chemins)
1. Le roi des chemins (1881?)
2. Le trou de l'enfer (1881?)

### Серия „Корсарят със златните коси“ (Le corsaire aux cheveux d'or)
1. Le corsaire aux cheveux d'or (1888)
2. La vengeance du roi de la Grève

### Серия „Убиецът на лъвове“ (Le tueur de lions)
1. Le tueur de lions
2. Un enlèvement au harem

### Документалистика
- Souvenirs d'un zouave (1866)
- Histoire de l'Invasion (1873)
- Histoire de la Défense Nationale faite (1875) – с Е. Кора